# Трофимово (Вологодский район)
Трофимово — деревня в Вологодском районе Вологодской области.
Входит в состав Сосновского сельского поселения, с точки зрения административно-территориального деления — в Сосновский сельсовет.
Расстояние по автодороге до районного центра Вологды — 34,5 км, до центра муниципального образования Сосновки — 15 км. Ближайшие населённые пункты — Красное, Горка, Починок-1, Ваталино.
По переписи 2002 года население — 6 человек.